# Dimityr Dimitrow
Dimityr Dimitrow (ur. 9 czerwca 1959 w Burgasie) – bułgarski trener piłkarski.

## Kariera szkoleniowa
Pracę szkoleniową rozpoczynał na początku lat 90. w Welbażdzie Kjustendił. W 1993 został trenerem Neftochimiku Burgas, z którym w tym samym sezonie wywalczył awans do ekstraklasy. Wynik ten powtórzył trzy lata później w Liteksie Łowecz. Ponadto z zespołem z Łowecza – beniaminkiem ekstraklasy – w rozgrywkach 1997–1998 zdobył mistrzostwo kraju. Te osiągnięcia oraz medialność Dimitrowa zapewniły mu popularność wśród wielu dziennikarzy i kibiców, którzy od tej pory zaczęli go nazywać Bohaterem (bułg. Херо).
Wkrótce został selekcjonerem reprezentacji Bułgarii. Po szybkim rozstaniu z kadrą, z którą nie udało mu się awansować do Euro 2000, przyjął propozycję z Liteksu, a niedługo później z Lewskiego Sofia. Klub ze stolicy Bułgarii poprowadził do zwycięstw w rozgrywkach o mistrzostwo i w Pucharze kraju. Później, z mniejszym powodzeniem, pracował w Łokomotiwie Płowdiw, ponownie w Neftochimiku (Nafteks Burgas) oraz saudyjskim An-Nassr.
Od czerwca 2005 do grudnia 2008 był trenerem Czernomorca 919 Burgas, z którym w ciągu dwu sezonów awansował z trzeciej do pierwszej ligi. Gdy odchodził, klub był na czwartym miejscu w tabeli ekstraklasy.
Z pracy w Czernomorcu zrezygnował, gdyż otrzymał korzystniejszą finansowo ofertę z rosyjskiego Amkaru Perm. W klubie tym występowało trzech rodaków Dimitrowa: Zahari Sirakow, Georgi Peew i Martin Kuszew. Czwarty zaś – Dimityr Tełkijski – został przez niego sprowadzony z Hapoelu Tel Awiw. Na początku września 2009 szkoleniowiec otrzymał wymówienie. Przyczyną dymisji były słabe wyniki w lidze (15. miejsce w tabeli) i odpadnięcie z rozgrywek Ligi Europy.
W grudniu 2009 został zatrudniony w saudyjskim klubie Al-Qadisiya. Jednak w rozgrywkach 2010–2011 nie zdołał uratować go przed spadkiem z ekstraklasy; Al-Qadisiya zajęła trzynaste miejsce i o jeden punkt przegrała walkę o utrzymanie  się w lidze. Po tym sezonie Dimitrow złożył dymisję, tym chętniej, że od razu pojawiła się propozycja powrotu do Czernomorca Burgas, gdzie z powodu niezadowalających wyników na koniec sezonu 2010–2011 zwolniony został Georgi Wasilew.

## Sukcesy
Kariera szkoleniowa
- Neftochimik Burgas:
  - awans do ekstraklasy w sezonie 1993–1994
  - IV miejsce w ekstraklasie w sezonie 1995–1996
  - półfinał Pucharu Bułgarii 1995
- Liteks Łowecz:
  - awans do ekstraklasy w sezonie 1996–1997
  - mistrzostwo Bułgarii 1998
- Lewski Sofia:
  - mistrzostwo Bułgarii 2000
  - Puchar Bułgarii 2000
- Nafteks Burgas:
  - ćwierćfinał Pucharu Bułgarii 2004
- Czernomorec 919 Burgas:
  - awans do II ligi w sezonie 2005–2006
  - awans do ekstraklasy w sezonie 2006–2007